# بيير كاردان
بيير كاردان (بالفرنسية: Pierre Cardin)‏، (7 يوليو 1922 - 29 ديسمبر 2020) مصمم أزياء فرنسي إيطالي.
اشتهر كاردان بأسلوبه المبتكر وتصميمات عصر الفضاء. وهو يفضل الأشكال الهندسية والزخارف، وغالبا ما يتجاهل شكل أنثى. إنه تخصص في الموضات للجنسين، وأحيانا التجريبية، وليست دائما عملية. وقدم «فستان الفقاعة» في عام 1954.
كما عُيّن بيير كاردان سفير النوايا الحسنة لليونسكو في عام 1991.
وفي 16 أكتوبر 2009، تم ترشيح بيار كاردان سفير النوايا الحسنة لمنظمة الأغذية والزراعة للأمم المتحدة (الفاو).

## مشواره المهني

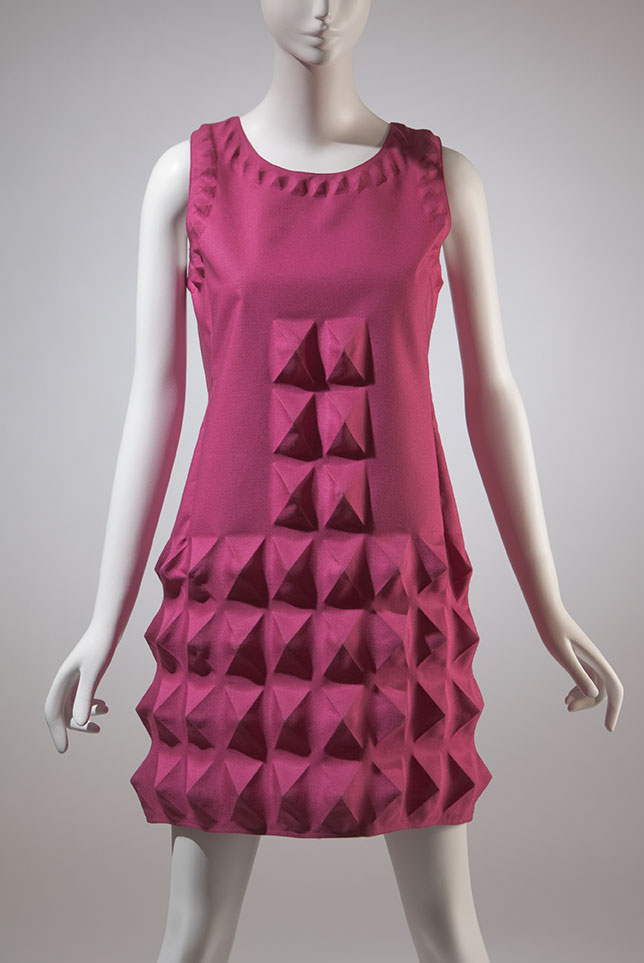
فساتين الستينيات، فساتين من تصميم بيير كاردان، مجموعة من متحف معهد الموضة للتكنولوجيا، الموضة في عام 1968، فساتين نسائية في الولايات المتحدة، فساتين باللون الأرجواني، فساتين وردية قصيرة، فساتين بلا أكمام

ولد يوم 7 يوليو 1922، في سان دي بياجيو كالالتا بالقرب من تريفيزو، انتقل كاردان إلى باريس في عام 1945. وهناك، درس الهندسة المعمارية، وعمل مع جان باكين بعد الحرب. وعمل مع إلسا سشاباريل حتى أصبح رئيسا لأزياء كريستيان ديور في عام 1947، ولكنه منع من العمل في بالينسياغا. أسس بيت للأزياء خاص به في عام 1950. بدأ حياته المهنية عندما صمم حوالي 30 زي «لحزب القرن»، في حفلة تنكرية في قصر فينيسيا الشفاه في 3 سبتمبر 1951، التي استضافها مالك القصر كارلوس دي بيستيجو. بدأ في تصميم الأزياء الراقية في عام 1953.
وكان كاردان أول مصمم ينتقل إلى اليابان باعتبارها سوقا للأزياء العالية عندما سافر إلى هناك في عام 1959.
في عام 1959، تم طرده من الاتحاد الفرنسي للموضة لإطلاق مجموعة ملابس جاهزة ارتداء لمتجر برينتيمبس كأول مصمم في باريس، ولكن سرعان ما أعيد. ومع ذلك، استقال من الاتحاد الفرنسي للموضة في عام 1966 ويظهر الآن في مجموعاته في مكان يملكه، «اسباس كاردان» (افتتح 1971) في باريس، الذي كان في السابق «مسرح السفراء»، بالقرب من سفارة الولايات المتحدة في باريس. وكان كاردان يستخدم اسباس أيضا لتشجيع المواهب الفنية الجديدة، مثل الفرق المسرحية، والموسيقيين، وغيرها. كما أنه أيضا تعاقد مع الخطوط الجوية الباكستانية الدولية لتصميم الأزياء لحملة الأعلام. أنتج الأزياء من عام 1966 إلى عام 1971، وحقق نجاحا فوريا.
توسع كاردان في الأسواق الأخرى التي شملت عقدا مع أمريكان موتورز، في أعقاب نجاح تصميماته مع غوتشي ألدو لسيارة هورنوت. أدرجت صناعة السيارات تصميم كاردان الجريء «مع بعض الأقمشة الغير موجودة في أي سيارة أمريكية» على عامي 1972 و 1973 في سيارة إيه إم سي جافلنيس. وقدر البيع ب2،500 سيارة كانت هذه واحدة من السيارات القليلة الأولى الأمريكية التي تقدم مجموعة خاصة أنشئت بواسطة مصمم الأزياء الشهير. وجائت كاردان جافيلينس أيضا مع شعارات المصمم على جبهة المصدات وكانت لها مجموعة محدودة من الألوان الخارجية (أحمر، أبيض ثلجي، وفضي والماسي أزرق) للتنسيق مع الدواخل الخاصة.
انضم إليه مصمم زميل له، أندريه أوليفر، في عام 1971 وتولى مسؤولية مجموعات الأزياء في عام 1987، توفي في عام 1993.
وكان كاردان عضو في غرفة النقابة دي لا هوت كوتور وآخرون دو بريت- à - بورتر وللميزون دو هوت كوتور 1953 حتى 1993.
مثل العديد من المصممين الآخرين اليوم، كاردان قررت في عام 1994 لإظهار مجموعته فقط إلى دائرة صغيرة مختارة من العملاء والصحافيين. بعد انقطاع دام 15 عاما، وأظهرت مجموعة جديدة لمجموعة من 150 صحفيا في منزله في مدينة كان في فقاعة.

## إهتمامات أخرى
اشترى كاردين مطاعم مكسيم في عام 1981، وسرعان ما فتح فروعا لها في نيويورك، لندن، وبكين (1983). وسلسلة فنادق مكسيم مدرجة الآن في الأصول. كما لكاردان مجموعة مرخصة واسعة من المنتجات الغذائية تحت هذا الاسم.
في عام 2001، اشترى كاردان أطلال القلعة في لاكوست، فوكلوز التي كان يسكنها المركيز دي ساد؛ ورمم جزئيا الموقع وأقام مهرجانات موسيقية هناك.
ويمتلك كاردان أيضا قصر كبير في مدينة البندقية وهو كان مقر إقامة جياكومو كازانوفا. [بحاجة لمصدر]
في عام 2003، دعا كاردان الحائز على جائزة فرقة الرقص الشيشانية الأطفال، لوفزار، للرقص في عرضه الموسيقي "تريستان وإيزولده" الذي أُقيم في موسكو.

## وصلات خارجية
- بيير كاردان على موقع IMDb (الإنجليزية)
- بيير كاردان على موقع الموسوعة البريطانية (الإنجليزية)
- بيير كاردان على موقع مونزينجر (الألمانية)
- بيير كاردان على موقع ألو سيني (الفرنسية)
- بيير كاردان على موقع ميوزك برينز (الإنجليزية)
- بيير كاردان على موقع أول موفي (الإنجليزية)
- بيير كاردان على موقع قاعدة بيانات برودواي على الإنترنت (الإنجليزية)
- بيير كاردان على موقع قاعدة بيانات الأفلام السويدية (السويدية)
- بيير كاردان على موقع إن إن دي بي (الإنجليزية)
- بيير كاردان على موقع ديسكوغز (الإنجليزية)